# Eduard Kosolápov
Eduard Víktorovich Kosolápov (del ruso: Эдуард Викторович Косолапов) (Ruzáyevka, Rusia, 27 de marzo de 1976 - Ibídem, 18 de abril de 2014) fue un futbolista ruso que jugaba en la demarcación de delantero.

## Biografía
Debutó en 1994 a los 18 años de edad con el FC Mordovia Saransk, donde jugó durante dos temporadas. En 1997 fichó por el filial FC Dinamo Moscú 2, ascendiendo al primer equipo al año siguiente. Tras un breve paso por el FC Zhemchuzhina-Sochi 2 y por el FC Serpukhov fue traspasado en 2001 por el FC Tom Tomsk, año en el que jugó también en el FC KUZBASS Kemerovo. También jugó durante una temporada en el FC Lokomotiv Nizhny Novgorod. En 2003 el FC Dynamo Bryansk se hizo con sus servicios por dos temporadas, marcando 19 goles en los 87 partidos que jugó. Finalmente, en 2006, fichó por el FC Mordovia Saransk, equipo en el que debutó, jugando 85 partidos y marcando 20 goles, retirándose al final de la temporada 2007/2008.
Se suicidó de un disparo en la cabeza el 18 de abril de 2014 en Ruzáyevka, a los 38 años de edad.

## Clubes
| Club                         | País  | Año       | Partidos | Goles |
| ---------------------------- | ----- | --------- | -------- | ----- |
| FC Mordovia Saransk          | Rusia | 1994-1996 | 69       | 11    |
| FC Dinamo Moscú 2            | Rusia | 1997-1998 | 13       | 6     |
| FC Dinamo Moscú              | Rusia | 1998-1999 | 13       | 2     |
| FC Zhemchuzhina-Sochi 2      | Rusia | 1999      | 5        | 3     |
| FC Serpukhov                 | Rusia | 2000      | ¿?       | 3     |
| FC Tom Tomsk                 | Rusia | 2001      | 4        | 1     |
| FC KUZBASS Kemerovo          | Rusia | 2001      | 14       | 0     |
| FC Lokomotiv Nizhny Novgorod | Rusia | 2002      | 26       | 30    |
| FC Dynamo Bryansk            | Rusia | 2003-2005 | 87       | 19    |
| FC Mordovia Saransk          | Rusia | 2006-2008 | 85       | 20    |